# Mercuria anatina
Mercuria anatina is een slakkensoort uit de familie van de Hydrobiidae. De wetenschappelijke naam van de soort is voor het eerst geldig gepubliceerd in 1801 door Jean Louis Marie Poiret. Van 2017 tot 2022 droeg het getijdeslakje dat in Nederland voorkomt ten onrechte deze wetenschappelijke naam.